# The Way Ahead (Film)
The Way Ahead (englisch für ‚der Weg voraus‘) ist ein im Zweiten Weltkrieg spielendes, britisches Militär- und Wehrertüchtigungsdrama unter Regie von Carol Reed mit David Niven in der Hauptrolle. Der Film wurde von Premierminister Winston Churchill gegenüber Hauptdarsteller Niven persönlich angeregt, um die Moral der Truppen für die anstehenden Kämpfe auf dem europäischen Kontinent zu erhöhen. Er wurde am 6. Juni 1944, dem D-Day, in London uraufgeführt. In Deutschland war der Streifen nie zu sehen.
The Way Ahead ist eine Fortentwicklung des unmittelbar zuvor entstandenen, 40-minütigen Ausbildungsfilms The New Lot, an dessen Herstellung dieselben Macher – Reed, Eric Ambler und Peter Ustinov – beteiligt gewesen waren. Trevor Howard gab hier mit einer winzigen Rolle sein Filmdebüt.

## Handlung
Im März 1939 äußern sich zwei in die Jahre gekommene Veteranen aus Chelsea über junge Soldaten, als sie sich an ihre eigenen Tage in der Light Infantry des Duke of Glendon erinnern. Unterdessen verleben vier Zivilisten ihr Dasein im von angestrengter Nervosität geprägten London angesichts der Vorgänge auf dem europäischen Kontinent: Es handelt sich um den alten Brewer, einen aufgeblasenen Cockney-Typ und Dauernörgler, den stets optimistischen Ted Beck, einen Reisebürokaufmann, den ruhigen und distanzierten Mieteneintreiber Evan Lloyd und den frisch verheirateten Jim Perry, der versucht, seine Aufgaben als Landwehr-Reservist mit seinem eigentlichen Beruf, den eines Garagenmechanikers, zu koordinieren. Im Mai 1941 werden diese vier Durchschnittsbriten zum Kriegsdienst in das Duke of Glendon-Regiment einberufen. Später stoßen weitere Reservisten zum Armeelager von Hacklefield hinzu: Der hochtrabende Filialleiter Herbert Davenport, dessen unreifer Assistent Parsons; der schottische Landwirt Luke und Stainer, ein dicker Autoverkäufer. In Hacklesfield wird Lieutenant Perry mit der Leitung von Zug Nr. 9, einer kleinen militärischen Einheit, beauftragt.
Mit Ausnahme des Sonnenscheinchens Beck nehmen alle anderen die Mühen der militärischen Grundausbildung im Trainingslager mit Murren und wachsender Empörung hin. Jim Perry ermutigt sie, an einem bevorstehenden Regimentskonzert teilzunehmen, aber nur Beck meldet sich freiwillig. Hinter der Bühne erfährt Perry, dass Private Bill Parsons, der am Bahnhof von der Militärpolizei festgenommen wurde. Er hatte versucht, sich unerlaubt von der Truppe zu entfernen, um nach London zu fahren. Parsons erklärt nach seiner Rückkehr, dass er sich Sorgen um seine schwangere Frau macht, die wegen unbezahlter Mietkaufzahlungen schikaniert wird. Als Deserteur erwartet ihn eine schwere Strafe. Doch die Armeeführung erweist sich als gnädig; man verspricht ihm finanzielle Hilfe und gewährt ihm 48 Stunden Heimaturlaub. Jim Perry wächst immer mehr in seine Aufgabe hinein, aus dem Haufen schwer zu zähmender Zivilisten eine disziplinierte Soldatentruppe zu formen. Sein durchsetzungsstarke Autorität macht ihn bei seinen Männern nicht gerade beliebt. Bei einem Zwischenfall kommt es zu einer schweren Auseinandersetzung zwischen ihm und den Angehörigen seines Zug, der aber zugleich beide Seiten allmählich zusammenschweißt.
Juli 1942. Die beiden altgedienten Veteranen aus Chelsea meckern och immer über den Zustand der heutigen britischen Armee und ärgern sich über die Untätigkeit angesichts des Wütens der Deutschen auf dem Kontinent. Perry Zug wird unterdessen gesagt, dass er einen besonderen zweimonatigen Trainingseinheit durchlaufen soll. Die Jungs von Platoon Nr. 9 vermuten nicht zu Unrecht, dass dies ein bevorstehender Einsatz im Ausland bedeuten könnte. Auf einem Truppentransporter in Richtung Süden erklärt Lieutenant Perry den Plan: Das Feldmarschall Erwin Rommel in Nordafrika nach seiner Niederlage bei El Alamein auf dem Rückzug ist, werden Perry Leute Teil der nordafrikanischen Invasionstruppe der Alliierten sein. Doch wider Erwarte kommt es nicht dazu: Im Mittelmeer werden das Schiff, das sie übersetzen soll, von einem deutschen Torpedo getroffen, und nachdem man die Feuersbrunst bekämpft hat und alle Vorräte verloren gingen, müssen die britischen Soldaten das Schiff verlassen. Sie werden von einem britischen Zerstörer aufgefischt und nach Gibraltar gebracht.
Im März 1943 überblicken die beiden Chelsea-Veteranen die Nachrichtenlage von den Kriegsschauplätzen und murren über die Regierung, während die Ehefrauen der Platoon-Soldaten sich gelegentlich treffen und über die Nachrichten sprechen, die ihnen ihre auf den Fronteinsatz befindlichen Männer haben zukommen lassen. Platoon 9 befindet sich jetzt in der Etappe in einem tunesischen Dorf und wurde im Café des überzeugten italienischen Pazifisten Rispoli untergebracht. Plötzlich werden Perry Männer doch noch in Kampfhandlungen mit den Deutschen hineingezogen. Erstmals kommt es zur direkten Konfrontation mit dem Feind. Ein wilder Schusswechsel lässt den Kriegsschauplatz im Pulvernebel versinken. Wieder zurück in London sind die beiden nörgeligen Veteranen aus Chelsea hoch erfreut, dass nun endlich die eigenen „Jungs“ sich dem Feind tapfer gestellt haben, auch wenn nicht ganz klar wird, wer gesiegt hat.

## Kritiken
The Way Ahead erhielt ein gutes Presseecho. So erfasst der US-amerikanische Aggregator Rotten Tomatoes inzwischen 100 % wohlwollende Besprechungen und ordnet den Film damit als „Frisch“ ein.
Variety schrieb: „Es gibt keine Handlung im akzeptierten Sinn und auch keine Liebesgeschichte. […] Die Regieführung Carol Reeds ist kompetent und offenbart die zweifellos grundlegende Ernsthaftigkeit, die Produktion als Semidokumentarfilm“ anzulegen. „Reeds Arbeit war vergleichsweise einfach angesichts des soliden Drehbuchs, das von Eric Ambler und Peter Ustinov vorgelegt wurde.“
Das British Film Institute urteilte: „Wo sich The New Lot auf Grundtrainingsübungen beschränkte, zeigt dieses ‚neue Los‘ Action im Mittelmeer: Man beendet den Film, Pistole und das Bajonett bereitgehalten, und marschierte durch den Kampfrauch in Richtung Sieg, möglicherweise zum Tod. Das passte zur wechselnden Stimmung des Landes. 1944, als der Film für die Veröffentlichung vorbereitet wurde, war das Argument für eine Wehrpflicht bereits durchschlagend. Stattdessen brauchte und erhielt das Publikum ein sympathisches Bild des Armeelebens, das den Ehefrauen der Heimatfront zeigte, was ihre Männer erlebten und jedes Opfer lohnenswert erscheinen ließen. Reeds Film […] erwies sich als durchschlagender populärer und kritischer Erfolg in ganz Großbritannien.“
Der Movie & Video Guide schrieb: „Anregender britischer Kriegszeit-Film […] sehr geistreich und mit Charme, mit einer herausragenden Besetzung und feinem Drehbuch von Erich Ambler und Peter Ustinov“.
Halliwell’s Film Guide charakterisierte den Film wie folgt: „Denkwürdige Semidokumentation […] Der warme Humor der frühen Szenen verschmelzen nichtsdestotrotz nicht so richtig mit der finalen Action und Tragödie“.